# Agnieszka Jucewicz-Kwaśniewska
Agnieszka Jucewicz-Kwaśniewska, także Agnieszka Jucewicz (ur. 1976) – dziennikarka, redaktorka, autorka książek, od 2002 roku związaną z „Wysokimi Obcasami” (do 2014 roku była redaktor naczelną magazynu) oraz „Wysokimi Obcasami Extra”. Jest żoną dziennikarza Tomasza Kwaśniewskiego.
W 2017 roku znalazła się w gronie sześciu dziennikarek związanych z „Wysokimi Obcasami” (obok: Magdaleny Kicińskiej, Izy Michalewicz, Lidii Ostałowskiej, Pauliny Reiter i Katarzyny Surmiak-Domańskej), które skierowały list otwarty do organizatorów konkursu Grand Press. Dziennikarki zwróciły w nim uwagę na rolę kobiet w mediach i zaapelowały o zmianę zasad tworzenia kapituły konkursu – zwracając uwagę, że kobiety stanowią marginalną część jury. W 2017 roku w 14-osobowym jury znalazły się tylko dwie dziennikarki.

## Twórczość
- Żyj wystarczająco dobrze[7] (2013) – książka napisana wraz z Grzegorzem Sroczyńskim;

- Kochaj wystarczająco dobrze[8] (2015) – książka napisana wraz z Grzegorzem Sroczyńskim;
- Wybieraj wystarczająco dobrze[9] (2016);
- Czując. Rozmowy o emocjach[10] (2019);
- Niepewność. Rozmowy o strachu i o nadziei[11] (2020) - książka napisana wraz z Tomaszem Kwaśniewskim.
- Dom w butelce. Rozmowy z Dorosłymi Dziećmi Alkoholików[12] (2021) - książka napisana wraz z Magdaleną Kicińską;
- Czasem czuję mocniej. Rozmowy o wychodzeniu z kryzysu psychicznego[13] (2022).

## Nagrody i wyróżnienia
- Grand Press 2019 – nominacja w kategorii dziennikarstwo specjalistyczne za wywiad „Jaka piękna katastrofa”, który ukazał się w magazynie „Wysokie Obcasy Extra”. Jucewicz w rozmowie z psychologiem analizowała kryzys wieku średniego, który dotyka zarówno mężczyzn, jak i kobiet[14].